# یواس‌اس باترس (ای‌سی‌ام-۴)
یواس‌اس باترس (ای‌سی‌ام-۴) (به انگلیسی: USS Buttress (ACM-4)) یک کشتی بود که طول آن ۱۸۴ فوت ۶ اینچ (۵۶٫۲۴ متر) بود. این کشتی در سال ۱۹۴۳ ساخته شد.